# 豹紋駝谷鱂
豹紋駝谷鱂，為輻鰭魚綱鯉齒目鯉齒亞目谷鱂科的其中一種，為熱帶淡水魚，分布於中美洲墨西哥Michoacán淡水流域，體長可達6公分，棲息在底中層水域，生活習性不明，可做為觀賞魚。
种加词 pardalis 意为“豹纹的”。